# Diversidad sexual en Botsuana
Las personas lesbianas, gais, bisexuales y transgénero (LGBT) en Botsuana enfrentan problemas legales que no experimentan los ciudadanos no LGBT. Los actos sexuales entre hombres y mujeres del mismo sexo han sido legales en Botsuana desde el 11 de junio de 2019 después de un fallo unánime del Tribunal Superior de Botsuana. A pesar de una apelación del gobierno, el fallo fue confirmado por la Corte de Apelaciones de Botsuana el 29 de noviembre de 2021.
En los últimos años, la comunidad LGBT se ha vuelto más visible y aceptada entre la población de Botsuana. El Tribunal Superior de Botsuana ha estado a la vanguardia de los derechos LGBT en el país. En 2016, ordenó al Gobierno que registrara la principal organización LGBT de Botsuana, LEGABIBO, y en 2017 dictaminó que las personas transgénero tienen el derecho constitucional de cambiar su género legal. En 2019 anuló las leyes de la era colonial que prohibían la homosexualidad y dictaminó que el "sexo", tal como se define en la Sección 3 de la Constitución de Botsuana, debe "interpretarse de manera generosa y deliberada" para incluir la orientación sexual. La discriminación laboral por motivos de orientación sexual está prohibida desde 2010 en Botsuana, lo que lo convierte en uno de los pocos países africanos que cuenta con tales protecciones para las personas LGBT.

## Historia
La homosexualidad y las relaciones entre personas del mismo sexo se han documentado entre varios grupos de Botsuana de hoy en día. En el siglo XVIII, el pueblo khoikhoi reconoció los términos koetsire, que se refiere a un hombre sexualmente receptivo a otro hombre, y soregus, que se refiere a la masturbación mutua, generalmente entre amigos. También ocurrieron relaciones sexuales anales y relaciones sexuales entre mujeres, aunque más raramente. De manera similar, el pueblo san no consideraba negativamente la homosexualidad, y hasta el día de hoy existen varias pinturas rupestres que representan el coito anal entre hombres. El pueblo tsuana, un grupo étnico bantú que constituye la mayoría de la población de Botsuana, también tiene un término local para referirse a la homosexualidad. El término tsuana matanyola, que literalmente se traduce como "sexo anal", se ha utilizado durante mucho tiempo para referirse a hombres que tienen sexo con hombres. Antes de la colonización, la sociedad tsuana no compartía los conceptos occidentales de sexualidad y género. Muchos hombres tsuana tendrían relaciones sexuales con hombres, pero también tendrían esposas. La homosexualidad no era vista como una antítesis de la heterosexualidad. De hecho, había una libertad generalizada para participar en actividades sexuales tanto con hombres como con mujeres. Los dikgosi tradicionales (jefes locales tsuana) argumentan que la homosexualidad siempre ha existido en la sociedad tsuana y que tales individuos deben ser respetados.
Esta relativa apertura e indiferencia hacia la homosexualidad desaparecieron después de que Botsuana (entonces conocido como el Protectorado de Bechuanalandia) se convirtió en un protectorado británico en el siglo XIX y comenzó a hacer cumplir las leyes y políticas sociales de la época victoriana.

## Legalidad de los actos sexuales entre personas del mismo sexo
Los actos sexuales entre personas del mismo sexo se legalizaron el 11 de junio de 2019. Anteriormente, la sodomía, ya sea heterosexual u homosexual, estaba penalizada y se castigaba con hasta siete años de prisión. La ley que penaliza esa actividad sexual se aplica tanto a hombres como a mujeres. Inicialmente, su aplicación se limitaba solo a los hombres (similar a otras colonias del Imperio Británico), sin embargo, un tribunal de Botsuana consideró que esto era discriminatorio y que la ley también debería aplicarse a las mujeres.
Aunque los actos sexuales entre personas del mismo sexo siguieron siendo ilegales hasta junio de 2019, su enjuiciamiento fue raro según una publicación de 2004.
El 30 de marzo de 2016, el Ayuntamiento de Gaborone aprobó por unanimidad una moción que pedía la derogación de la criminalización de Botsuana de los actos sexuales entre personas del mismo sexo.
Letsweletse Motshidiemang, estudiante de la Universidad de Botsuana, fue el principal demandante en un caso para legalizar la homosexualidad en Botsuana. En noviembre de 2017, LeGaBiBo solicitó con éxito unirse al caso como amicus curiae. La demanda buscaba declarar inconstitucionales los artículos 164(a) y 167 del Código Penal porque "interfieren con su derecho fundamental [del estudiante] a la libertad, la libertad de privacidad, así como su derecho a usar su cuerpo como mejor le parezca." Sin embargo, el Fiscal General Adjunto argumentó que estos artículos eran constitucionales porque prohibían ciertos actos sexuales que pueden realizar personas de todas las orientaciones sexuales, ya sean heterosexuales u homosexuales, por lo que estas leyes no discriminan por orientación sexual. Inicialmente, se suponía que el Tribunal Superior escucharía el caso en marzo de 2018. Sin embargo, en febrero, el Fiscal General Adjunto pidió más tiempo para responder a las demandas de los demandantes. Como tal, el Tribunal Superior trasladó la audiencia al 31 de mayo de 2018. Luego, el caso se pospuso nuevamente. El 6 de diciembre de 2018, el Tribunal reprogramó la audiencia para el 14 de marzo de 2019. Los activistas LGBT presentaron sus argumentos en la audiencia y se fijó la fecha del 11 de junio para la sentencia.
El 11 de junio, el Tribunal Superior despenalizó la actividad sexual entre personas del mismo sexo al declarar unánimemente que el artículo 164 del Código Penal de Botsuana era inconstitucional. La sentencia fue bien recibida por el gobernante Partido Democrático de Botsuana (BDP). El juez Michael Leburu dijo además que tales leyes "merecen un lugar en el museo o los archivos y no en el mundo".

"La dignidad humana se ve perjudicada cuando se margina a los grupos minoritarios". ... "La orientación sexual no es una declaración de moda. Es un atributo importante de la personalidad".
Juez Michael Leburu

En julio de 2019, el Gobierno de Botsuana apeló el fallo del Tribunal Superior ante la Corte de Apelación de Botsuana. El Fiscal General Abraham Keetshabe argumentó que el tribunal se equivocó en su conclusión al anular la ley de sodomía y dijo: "Soy de la opinión de que el Tribunal Superior se equivocó al llegar a esta conclusión y, por lo tanto, he decidido tomar nota de una apelación ante el Tribunal de Apelación", sin dar más detalles sobre los motivos del recurso. LEGABIBO y los activistas LGBT criticaron el llamamiento calificándolo de decepcionante y de afirmación de la homofobia y la transfobia persistentes. La apelación fue rechazada por unanimidad el 29 de noviembre de 2021, y el presidente saliente del Tribunal de Apelaciones, Ian Kirby, escribió para el tribunal que las leyes que penalizan las relaciones entre personas del mismo sexo "han dejado de ser útiles y solo sirven para incentivar a los agentes del orden público a convertirse en mirones e intrusos en el espacio privado de los ciudadanos".

## Reconocimiento de las relaciones entre personas del mismo sexo
Las parejas del mismo sexo no tienen reconocimiento legal, ya sea en forma de matrimonio o uniones civiles.

## Protecciones contra la discriminación
La Ley de Empleo de 1982 (en tsuana: Molao wa Thapo 1982) prohíbe la discriminación laboral por motivos de orientación sexual desde 2010.
En junio de 2019, el Tribunal Superior de Botsuana dictaminó que el "sexo", tal como se define en la Sección 3 de la Constitución de Botsuana, debe "interpretarse de manera generosa y deliberada" para incluir la "orientación sexual". Carmel Rickard, columnista legal de la Universidad de Ciudad del Cabo, escribiendo para el Instituto Africano de Información Legal, dijo: "El impacto de este hallazgo es significativo y bien podría significar que las personas LGBTI locales tendrán un argumento constitucional aún más fuerte para cualquier desafío adicional a la discriminación. También tiene el efecto de que, gracias a la interpretación judicial, la constitución de Botsuana ahora se une a la de Sudáfrica para prohibir la discriminación basada en la orientación sexual".

"Sobre la base de las reglas formuladas de construcción o interpretación constitucional, no tengo ningún reparo en determinar que la palabra 'sexo' en la Sección 3 es lo suficientemente amplia como para incluir y capturar la 'orientación sexual', como determino por la presente".
Juez Michael Leburu

## Identidad y expresión de género
En septiembre de 2017, el Tribunal Superior de Botsuana dictaminó que la negativa del Registrador del Registro Nacional a cambiar el marcador de género de un hombre transgénero era "irrazonable y violaba sus derechos constitucionales a la dignidad, la privacidad, la libertad de expresión, la igual protección de la ley, la libertad de discriminación y la ausencia de tratos inhumanos y degradantes". Los activistas LGBT celebraron el fallo y lo describieron como una gran victoria. En un principio, el Gobierno de Botsuana anunció que apelaría el fallo, pero decidió no hacerlo en diciembre, proporcionando al hombre trans un nuevo documento de identidad que refleja su identidad de género.
Un caso similar, en el que una mujer transgénero buscó cambiar su marcador de género a femenino, se conoció en diciembre de 2017. El Tribunal Superior dictaminó que el Gobierno debe reconocer su identidad de género. Dedicó su victoria a "todas y cada una de las personas trans diversas en Botsuana".

## Condiciones de vida

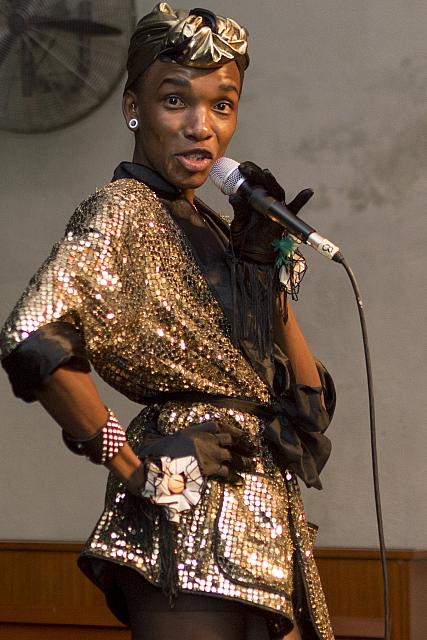
Kat Kai Kol-Kes es una artista de performance y activista LGBT de Botsuana. Es conocida por ser la primera en identificarse abiertamente como persona transgénero.

que a principios del siglo XXI se han producido grandes avances en las percepciones sociales de las personas LGBT.
En febrero de 2011, el vicepresidente de la Asamblea Nacional de Botsuana, Pono Moatlhodi, respondió a una propuesta para proporcionar preservativos a los reclusos que tienen relaciones sexuales con personas del mismo sexo, como medida para luchar contra el VIH/SIDA. Moatlhodi dijo que si tuviera el poder, haría matar a quienes practican la homosexualidad. Moatlhodi dijo además que los reclusos deberían saber que, al haber optado por infringir la ley, fueron encarcelados y, por lo tanto, fueron responsables de privarse de sexo.
En 2010 y 2011, el expresidente de Botsuana, Festus Mogae, se pronunció en contra de la discriminación sexual y dijo que los prejuicios estaban obstaculizando los esfuerzos para combatir el VIH en un país donde uno de cada cuatro adultos tenía la enfermedad. "No queremos discriminar. Nuestro mensaje sobre el VIH se aplica a todos. Si luchamos contra el estigma asociado con el sexo, apliquémoslo a la discriminación sexual en general". Le dijo a la British Broadcasting Corporation (BBC) que durante sus 10 años en el cargo, había dado instrucciones a la policía para que no arrestara ni acosara a las personas homosexuales. "No podía cambiar la ley porque eso sería agitar innecesariamente un nido de avispas. No estaba dispuesto a perder una elección en nombre de los homosexuales. La mayoría de nuestra gente todavía se opone [a la homosexualidad], así que primero debo convencerlos antes de cambiar la ley unilateralmente".
El Informe de Derechos Humanos de 2011 del Departamento de Estado de los Estados Unidos encontró que "[e]l país no tiene una ley que criminalice explícitamente la actividad sexual consentida entre personas del mismo sexo. Sin embargo, lo que la ley describe como 'actos antinaturales' está penalizado, y existe la creencia generalizada de que esto es dirigida a personas homosexuales, lesbianas, bisexuales y transgénero. La policía no se centró en actividades del mismo sexo, y no hubo informes de violencia contra personas en función de su orientación sexual o identidad de género durante el año".
En septiembre de 2016, en respuesta a la deportación del pastor antigay estadounidense Steven Anderson de Botsuana, el presidente Ian Khama dijo que "no queremos discursos de odio en este país. Que lo haga en su propio país".
En noviembre de 2018, el presidente Mokgweetsi Masisi, dirigiéndose a una multitud, dijo:

También hay muchas personas de relaciones del mismo sexo en este país, que han sido violadas y también han sufrido en silencio por miedo a ser discriminadas. Al igual que otros ciudadanos, merecen que se protejan sus derechos.
Mokgweetsi Masisi

El 11 de junio de 2019, el gobernante Partido Democrático de Botsuana (BDP) acogió con satisfacción la sentencia del Tribunal Superior que despenalizó la homosexualidad.

### Organizaciones de la sociedad civil
La principal organización de derechos LGBT de Botsuana es LEGABIBO. El Gobierno ha rechazado en dos ocasiones su solicitud de registro; por lo tanto, la capacidad del grupo para recaudar fondos fue limitada. El registrador dijo que no podía registrar ningún grupo que "pudiera ser utilizado para fines ilegales o perjudiciales o incompatibles con la paz, el bienestar o el buen orden en Botsuana". En 2013, catorce miembros de LeGaBiBo contrataron a Unity Dow para demandar al gobierno de Botsuana para obligarlo a registrar la organización. El Tribunal Superior dictaminó en noviembre de 2014 que LEGABIBO debe registrarse. El Gobierno apeló el fallo y el 16 de marzo de 2016, el Tribunal de Apelación de Botsuana dictaminó por unanimidad que la negativa a registrar LEGABIBO era ilegal. Desde entonces, LEGABIBO logró abrir su oficina principal en Gaborone, seguida de Drop In Centers (DIC) en Francistown, Kasane, Selebi Phikwe y Letlhakane.

## Opinión pública
Una encuesta de opinión de Afrobarometer de 2016 encontró que el 43% de los encuestados agradecería o no le molestaría tener 'un vecino homosexual', muy por encima del promedio de los países encuestados.
Los estudios realizados por el Afrobarometer han encontrado que los jóvenes de Botsuana son más tolerantes con los homosexuales que la generación anterior.